# Boldklubben Frederiksholm Sydhavnen
Boldklubben Frederiksholm Sydhavnen er en dansk fodboldklub, beliggende i Sydhavnen. Klubben blev grundlagt den 24. januar 2018 og er medlem af DBU København under DBU og DIF. Klubbens førstehold spiller i Serie 1 under DBU København, mens andetholdet spiller i Serie 3.

## Historie

### Klubhus
Efter fusionen med FC Sydhavnen, blev Boldklubben AIK Frederiksholm’s klubhus brugt af BK Frederiksholm Sydhavnen. Klubhuset er lokaliseret i P. Knudsens Gade 27.

### Fusionen
I 2018 besluttede FC Sydhavnen og Boldklubben AIK Frederiksholm, at afholde generalforsamlinger i AIKs klubhus. Generalforsamlingernes emne var, om klubberne skulle fusionere sammen til en klub. Den 24. januar 2018 fusionerede de to klubber og grundlagde Boldklubben Frederiksholm Sydhavnen.

### Den første sæson
Førsteholdet spillede i Serie 2 under DBU København i sin første sæson nogensinde. Førsteholdet vandt de første tre kampe i Serie 2 mod VLI, FC Randoms og Sønderbro Fight. Førsteholdet endte på en 2. plads, og sikrede sig oprykning til Serie 1. Førsteholdet har spillet i Serie 1 siden oprykningen.

## Ekstern henvisninger
- Klubbens officielle hjemmeside boldklubbenfrederiksholmsydhavnen.dk
- Boldklubben Frederiksholm Sydhavnen på Facebook
- Boldklubben Frederiksholm’s historie (Webside ikke længere tilgængelig) dbukoebenhavn.dk
- Boldklubben Frederiksholm Sydhavnen på Instagram
- Boldklubben Frederiksholm Sydhavnen’s historie Arkiveret 14. marts 2024 hos  Wayback Machine dbukoebenhavn.dk
- Boldklubben Frederiksholm Sydhavnen på sofascore.com